# 石橋美希
石橋 美希（いしばし みき、1990年12月1日 - ）は、岩手めんこいテレビのアナウンサー。2014年から、NHK釧路放送局の契約キャスターとして3年間活躍。2017年に岩手めんこいテレビにアナウンサーとして入社した。

## 人物
北海道根室市出身。北海学園大学卒業。A型。
2014年よりNHK釧路放送局キャスター。2017年、岩手めんこいテレビ入社。
これまでに「mit Live News」、「E5いい旅」、「山・海・漬」、「サタデーファンキーズ」などを担当。
2024年9月に岩手めんこいテレビを退社。